# قنوات هيرينغ
قنوات هيرينغ أو القنيات الصفرواية داخل الكبد هي جزء من نظام التدفق للصفراء المنتجة من خلايا الكبد.

## البنية
القُنيات الصفروية والقنوات الموجودة تكون موجودة بين الفصيصات بالقرب من طرف الفصيص الكبدي الكلاسيكي.

### علم الأنسجة
هيستولوجياً النسيج الطلائي لهذه القنوات يوصف شكله بأنه مكعب بسيط، مبطن بخلايا كبدية وخلايا الكولانجيوسايت وهي المكونة لنسيج القناة الصفراء الطلائي.

## الأهمية السريرية
في حالات التليف المراري الأولي تكون قنوات هيرينغ هي المتضررة مبكراً وهي مكان نشوء الندوب في الكبد في حالة التسمم بالميثوتريكسيت (علاج كيميائي للسرطان).

## التاريخ
سميت باسم العالم إيوالد هيرينغ.